# 史迪威山
67°26′S 59°28′E / 67.433°S 59.467°E
史迪威山是南極洲的山峰，位於肯普地，處於威廉斯科斯比灣西南面，涵蓋肯普峰和利蘭海崖，以澳大利亞的地質學家命名，現時由南極條約體系管理。